# یواس‌اس کیلن (دی‌دی-۵۹۳)
یواس‌اس کیلن (دی‌دی-۵۹۳) (به انگلیسی: USS Killen (DD-593)) یک کشتی بود که طول آن ۱۱۴٫۷ متر (۳۷۶ فوت) بود. این کشتی در سال ۱۹۴۳ ساخته شد.